# Santiago el Mayor (políptico de 1472)
Santiago el Mayor es una pintura al temple y oro sobre tabla de 95 x 39 cm, de Carlo Crivelli, datado en 1472 y conservada en el Museo Brooklyn de Nueva York. Formaba parte del Políptico de 1472.

## Historia
El políptico, probablemente en origen en la iglesia de Santo Domingo de Fermo, fue desmembrado poco antes de 1834, y los paneles dispersados en el mercado anticuario. Santiago pasó por varias colecciones extranjeras: Fairfax Murray, C. A. Turner (Londres), Coleridge Kinnaird, F. Mason Perkin, Babbot. De esta última fue donado al museo de Brooklyn.

## Descripción y estilo
Sobre un fondo dorado elegantemente trabajado como un damasco, Santiago el Mayor, último panel a la izquierda del registro central, se inclina hacia adelante como para ser partícipe de la contemplación de la Madonna con el Niño en el centro del políptico. Reconocible por sus atributos del bordón y sombrero de peregrino con vieiras, sostiene un libro, en el cual mete un dedo como para marcar la página, tras interrumpir la lectura. En su figura destaca la avanzada caracterización fisiognómica en el rostro, la fuerza casi exagerada de los gestos de las manos, la expresividad de los pies desnudos, el fondo del cortinaje dorado que adquiere un innatural relieve escultórico, vinculado todo ello a los efectos similares conseguidos en esos años por la escuela ferraresa y los colegas paduanos. Frente a las obras de estas escuelas sin embargo el santo de Crivelli aparece suavizado por la pose y expresión serenas y algunos detalles delicados como la consistencia de los rizos en los cabellos y en la barba del santo.